# Premio Estatal de la Unión Soviética

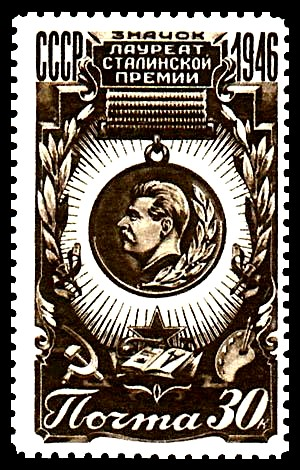
Estampilla con el dibujo de la medalla del Premio Stalin del Estado.

El Premio del Estado de la Unión Soviética (en ruso: Государственная премия СССР) fue establecido el 9 de septiembre de 1966, fue el principal honor de la Unión Soviética. No debe ser confundido con el Premio Lenin.
Con el nombre de Premio Stalin del Estado, se otorgó entre 1941 y 1954, aunque algunas fuentes citan erróneamente 1952 como el último año en que este fuera conferido. Con posterioridad a la desestalinización la referencia a Stalin fue quitada y a los galardonados con el Premio Stalin se les solicitó la devolución del premio, a fin de entregarles el Premio del Estado de la Unión Soviética.
El Premio del Estado de la Unión Soviética se confería en grados (primero, segundo y tercero) en forma anual a varios individuos en los campos de las ciencias, matemáticas, literatura, artes y arquitectura, con el fin de honrar grandes logros en estas áreas que hubieran significado progreso para la Unión Soviética o el avance del socialismo. A menudo el premio se otorgaba por un trabajo específico.
Cada república soviética tenía su propio Premio del Estado. Cada república confirió premios que guardaban semejanza al premio del Estado, no necesariamente en todas las áreas del saber que eran contempladas por este último. Asimismo, los premios tomaban nombres de escritores o artistas de la república para su denominación oficial.